# Henri Braconnot
Henri Braconnot, francoski kemik, botanik in farmacevt, * 29. maj 1780, Commercy, Francija, † 15. januar 1855, Nancy, Francija.
Henri Braconnot se je ukvarjal z vzgojo rastlin in raziskoval organske kisline, sestavo rastlin in maščobe. S stiskanjem maščob med filtrirni papir (na hladnem) je razvil domnevo, da so maščobe sestavljene iz dela v trdnem stanju in oljnega dela. Pri njegovih raziskavah je prišel v spor s francoskim kemikom Michelom Chevreulom, ki je v istem obdobju prav tako prišel do pomembnih odkritij s tega področja. Med drugim je bil Chevreul v letu 1820 prvi, ki je odkril stearinsko kislino. 
V letu 1811 je Braconnot v gobah odkril hitin, prvi znan polisaharid. V svojih poskusih mu je uspelo sintetizirati tudi glukozo in glicin.